# Reprezentacja Francji w futsalu mężczyzn
Reprezentacja Francji w futsalu – zespół futsalowy, biorący udział w imieniu Francji w meczach i sportowych imprezach międzynarodowych, powoływany przez selekcjonera, w którym mogą występować wyłącznie zawodnicy posiadający obywatelstwo francuskie. Za jego funkcjonowanie odpowiedzialny jest Fédération Française de Football.

## Udział w mistrzostwach świata
- 2000 – Nie zakwalifikowała się
- 2004 – Nie zakwalifikowała się
- 2012 – Nie zakwalifikowała się
- 2016 – Nie zakwalifikowała się
- 2021 – Nie zakwalifikowała się
- 2024 –

## Udział w mistrzostwach Europy
- 2003 – Nie zakwalifikowała się
- 2005 – Nie zakwalifikowała się
- 2007 – Nie zakwalifikowała się
- 2010 – Nie zakwalifikowała się
- 2012 – Nie zakwalifikowała się
- 2014 – Nie zakwalifikowała się
- 2016 – Nie zakwalifikowała się
- 2018 – Faza grupowa
- 2022 – Nie zakwalifikowała się